# Det sällsamma djuret från norr
Det sällsamma djuret från norr är en bok från 1989 av Lars Gustafsson.

## Handling
Åtta rymdlorder, ombord på den ofantliga interstellära solvindsseglaren Pascal II, berättar varsin historia som är fristående novell. Det är filosofiska och existentiella frågor som utgör de 15 berättelsernas kärna. 
Boken utspelas 40 000 år in i framtiden, då människorna är utdöda och galaxen befolkas av artificiella intelligenser. Rymdlorderna är i själva verket en enda rymdlord, en artificiell intelligens, som för att fördriva tiden under den ganska händelselösa färden med en enorm solvindsseglare, delar upp sig själv i åtta delar, framställda som åtta marinofficerare som sittande runt ett bord berättar historier för varandra.
Boken tar i sina femton noveller upp en mängd filosofiska frågor. Några återkommande teman är människorna (kallade de gamle) från den artificiella intelligensens perspektiv, möjliga förekomster av främmande livsformer med främmande syn på tillvaron, tidsresor och följderna av dem, och risken för att, t.ex. genom tidsresor, möta en annan version av sig själv. Titeln syftar just på ett sådant möte, där den abstrakta livsformen Yad, innesluten i en kristall, betraktar sitt andra jag som ett sällsamt djur från norr.